# نيكولاس سواريز فاكا
نيكولاس سواريز فاكا (بالإسبانية: Nicolás Suárez Vaca) هو مدرب كرة قدم ولاعب كرة قدم بوليفي في مركز الوسط، ولد في 23 ديسمبر 1978 في Santa Ana del Yacuma ‏ في بوليفيا. شارك مع منتخب بوليفيا لكرة القدم. أما مع النوادي، فقد لعب مع نادي ريال بوتوسي ونادي سان خوسيه.

## وصلات خارجية
- نيكولاس سواريز فاكا على موقع قاعدة بيانات كرة القدم.إي يو (الإنجليزية)
- نيكولاس سواريز فاكا على موقع ناشيونال فوتبول تيمز (الإنجليزية)